# Художественный колледж Хорнси
Художественный колледж Хорнси (англ. Hornsey College of Art) — колледж расположенный в Крауч-Энде в лондонском районе Харинги. Считается «культовым британским художественным учреждением, известным своим экспериментальным и прогрессивным подходом к образованию в области искусства и дизайна».

## Предыстория
Колледж был основан в 1880 году художником и учителем Чарльзом Суинстедом (под названием Школа искусств Хорнси (англ. Hornsey School of Arts), который жил в Крауч-Энде. После смерти Суинстеда в 1890 году учебное заведение перешло по наследству к его сыну Фрэнку. В межвоенные годы школьная программа состояла из изящных искусств, рекламного дизайна и прикладного искусства. Во время Второй мировой войны в колледже продолжались дневные занятия, также он был одной из двух лондонских художественных школ, которые не покинули столицу во время городской бомбардировки.
В 1955 году он был переименован в Колледж искусств и ремёсел Хорнси (англ. Hornsey College of Arts and Crafts). В таком виде он просуществовал до 1973 года, после чего произошло слияние учебного заведения с Техническим колледжом Энфилда и Техническим колледжом Хендона, под общим названием — Политехнический институт Мидлсекса. Впоследствии политехнический институт был переименован в Мидлсекский университет.

## Сидячая забастовка 1968 года

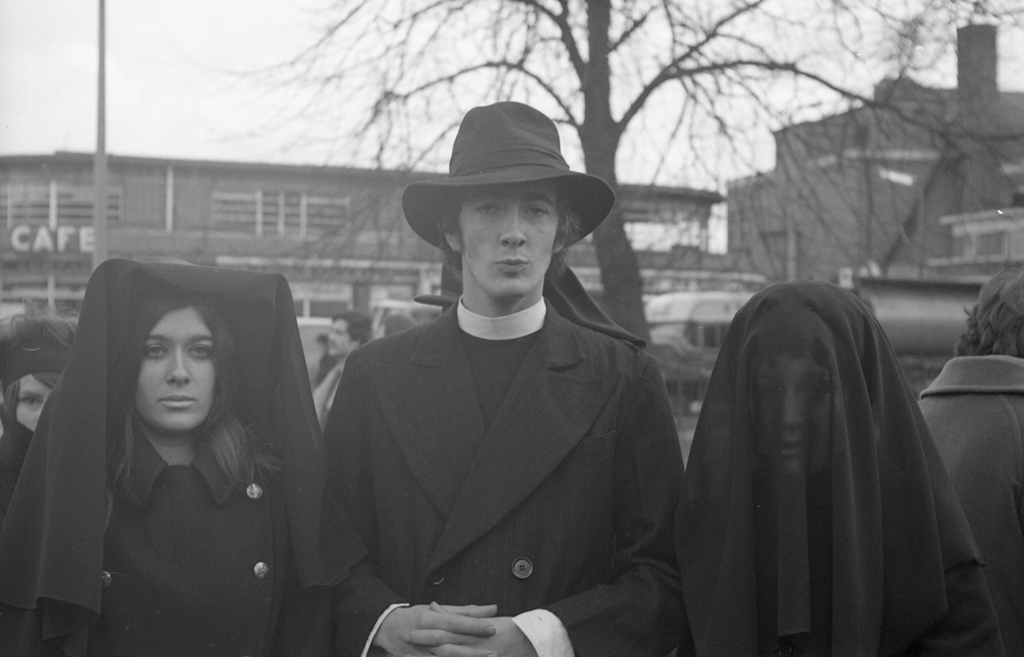
Имитация похоронной процессии — перформанс студентов, апрель 1969

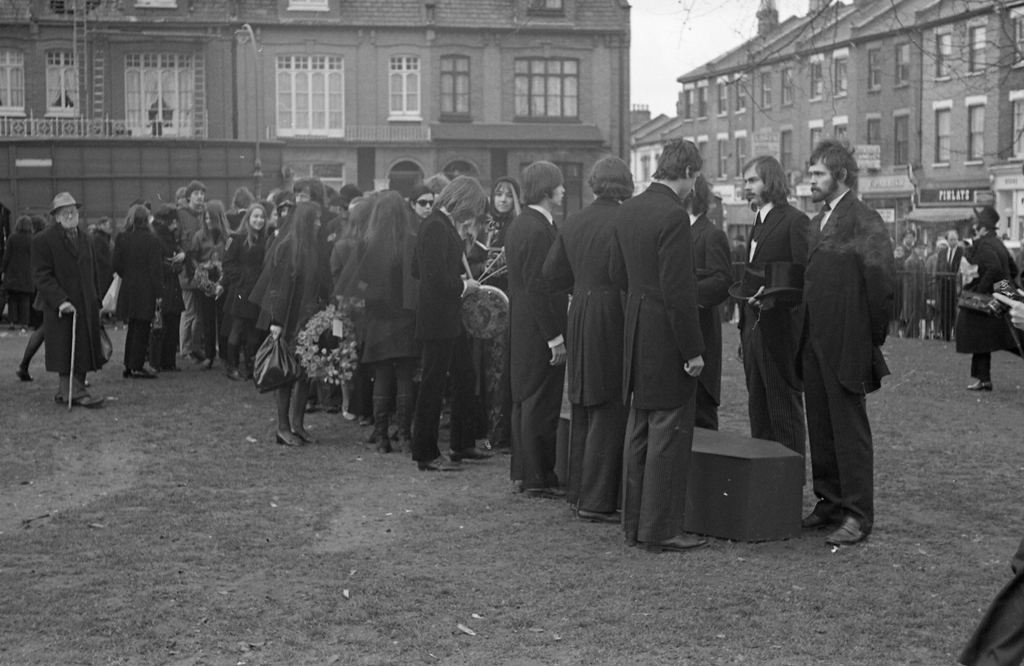
Имитация похоронной процессии — перформанс студентов, апрель 1969

В 1968 году колледж стал ареной протестов, после того как студенты заняли участок Крауч-Энд-Хилл. Учащиеся, посещающие многопрофильный колледж, собрались для обсуждения вывода средств Студенческого союза и решили организовать сидячую забастовку. В течение этого периода они организовали временную администрацию колледжа и призвали к серьёзному и консультативному пересмотру учебной программы по искусству при поддержке академического персонала и приезжих художников. Они выступили с серьёзной критикой системы образования того времени. Некоторые из этих документов были представлены в рамках проекта под названием The Hornsey Project. В начале летних каникул колледж был возвращен под контроль местных властей.
Хорнси получил известность благодаря размаху ночных протестов и сидячих забастовок, которые перенимали в аналогичных художественных школах по всей Великобритании. В течение шести недель, пока длилась сидячая забастовка, Хорнси стал центром дебатов о методах художественного образования и преподавания в Великобритании. Хорнси считается очагом дальнейших беспорядков, охвативших студенческое братство по всей стране.
Инициаторами сидячей забастовки выступили Ким Хауэллс, студент колледжа, и Ник Райт, тогашний президент Союза студентов находившейся в академическом отпуске. Позже Хауэллс стал профсоюзным должностным лицом и министром в правительстве Тони Блэра. По окончании протестов Тома Нэрна, преподававшего социологию, уволили из колледжа.
В 1969 году издательство Penguin Books опубликовало «The Hornsey Affair», книгу написанную студентами и сотрудниками Хорнси. Документальный фильм о сидячей забастовке под названием «Наш живой эксперимент стоит более 3000 учебников» (англ. «Our Live Experiment is Worth More Than 3,000 Textbooks») был снят режиссёром Джоном Гольдшмидтом по заказу Granada Television и транслировался по британскому телевидению в 1969 году.
Также был выпущен фильм Патрисии Холланд посвящённый этим событиям, который «реконструирует аргументы и последовательность событий, которые привели к оккупации Художественного колледжа Хорнси в период с мая по июль 1968 года».
Часть архива Хорнси в настоящее время хранится в Мидлсекском университете в библиотеке Шеппарда как одна из их особых коллекций.
В апреле 1969 года учащиеся художественного колледжа организовали импровизированную похоронную процессию, где торжественно объявили «смерть идеологии Хорнси».

## Недавнее использование здания
В 1980-х университет Миддлсекса освободил здание в Крауч-Энде, после чего оно использовалось в качестве учебного и конференц-центра. Начиная с 2008 года здание стало частью начальной школы Кольриджа, после её расширения до четырёхклассного варианта.

## Известные выпускники и учителя
- Вив Альбертин[англ.], музыкантка[10]
- Стюарт Брисли[англ.], художник и преподаватель
- Грэм Льюис[англ.], музыкант
- Невилл Броди[англ.], типограф, арт-директор и графический дизайнер
- Майкл Кассон[англ.], гончар
- Мишел Картлидж[англ.], писатель и иллюстратор
- Айлин Чендлер[англ.], художник-портретист
- Венди Дэгворти[англ.] модельер и профессор Королевского колледжа искусств[11]
- Джозеф Дарракотт[англ.], историк искусства и писатель
- Рей Дэвис, музыкант (The Kinks)
- Линси де Пол[англ.], автор-исполнитель
- Тед Дикс[англ.], композитор
- Ив Дишер[англ.], художник-портретист
- Лес Эдвардс[англ.], иллюстратор
- Эдвин Эмблтон[англ.], графический дизайнер
- Роберт Фуэст, кинорежиссёр
- Виолет Фаллер[англ.], художник
- Стюарт Годдард (Адам Ант), музыкант
- Джеймс Герберт, новеллист
- Эдриан Хилл[англ.], художник и телеведущий
- Кэтлин Хорсман[англ.], гончар
- Кен Ховард[англ.], художник
- Мойра Хантли[англ.], художник
- Аллен Джонс[англ.], художник
- Аниш Капур, художник
- Кен Кифф[англ.], художник
- Дороти Кинг[англ.], художник
- Брайан Нил[англ.], художник
- Брюс Лейси[англ.], художник
- Дороти Ларчер[англ.], дизайнер текстиля
- Роджер Лоу[англ.], педагог, иллюстратор и соавтор сериала Spitting Image
- Данте Леонелли[англ.], художник
- Дафна Макклюр[англ.], художник
- Стефана Макклюр[англ.], художник
- Том Нэрн[англ.], академик и писатель
- Джон Нейпир, сценограф
- Пол Нягу, скульптор и художник
- Сэм Пеффер[англ.], коммерческий художник
- Ричард Роббинс[англ.], художник, скульптор и педагог
- Халлстеинн Сигуроссон[англ.], исландский скульптор и художник
- Норман Тойнтон[англ.], художник
- Стэнли Уоррен[англ.], учитель рисования, создатель фресок Чанги[англ.] о японских военнопленных
- Эрик Ватсон[англ.], фотограф
- Ричард Вентворт[англ.], художник
- Колин Чилверс, создатель визуальных эффектов и кинорежиссёр
- Ричард Уилсон[англ.], скульптор
- Тереза Уайзман[англ.], футболист и аниматор
- The Raincoats, рок-группа, музыканты Джина Берч[англ.] и Ана Да Сильва